# Dœuil-sur-le-Mignon
Dœuil-sur-le-Mignon ist eine französische Gemeinde mit 373 Einwohnern (Stand: 1. Januar 2022) im Département Charente-Maritime in der Region Nouvelle-Aquitaine (vor 2016: Poitou-Charentes). Sie gehört zum Arrondissement Saint-Jean-d’Angély und zum Kanton Saint-Jean-d’Angély. Die Einwohner werden Dœuillois und Dœuilloises genannt.

## Geographie
Dœuil-sur-le-Mignon liegt etwa 50 Kilometer ostsüdöstlich von La Rochelle in der Saintonge am Mignon. Umgeben wird Dœuil-sur-le-Mignon von den Nachbargemeinden Val-du-Mignon im Nordwesten und Norden, Plaine-d’Argenson im Nordosten und Osten, Villeneuve-la-Comtesse im Südosten, Migré im Süden, Saint-Félix im Südwesten sowie Marsais im Nordwesten.
Durch die Gemeinde führt die Autoroute A10.

## Bevölkerungsentwicklung
| Jahr                       | 1962 | 1968 | 1975 | 1982 | 1990 | 1999 | 2006 | 2017 |
| Einwohner                  | 482  | 436  | 361  | 325  | 327  | 320  | 325  | 336  |
| Quellen: Cassini und INSEE |      |      |      |      |      |      |      |      |

## Sehenswürdigkeiten
- Tumulus von Les Brandes
- Kirche Notre-Dame-de-l’Assomption aus dem 12. und 15. Jahrhundert, seit 1935 als Monument historique eingeschrieben (siehe auch: Liste der Monuments historiques in Dœuil-sur-le-Mignon)
- Windmühle und Wassermühle

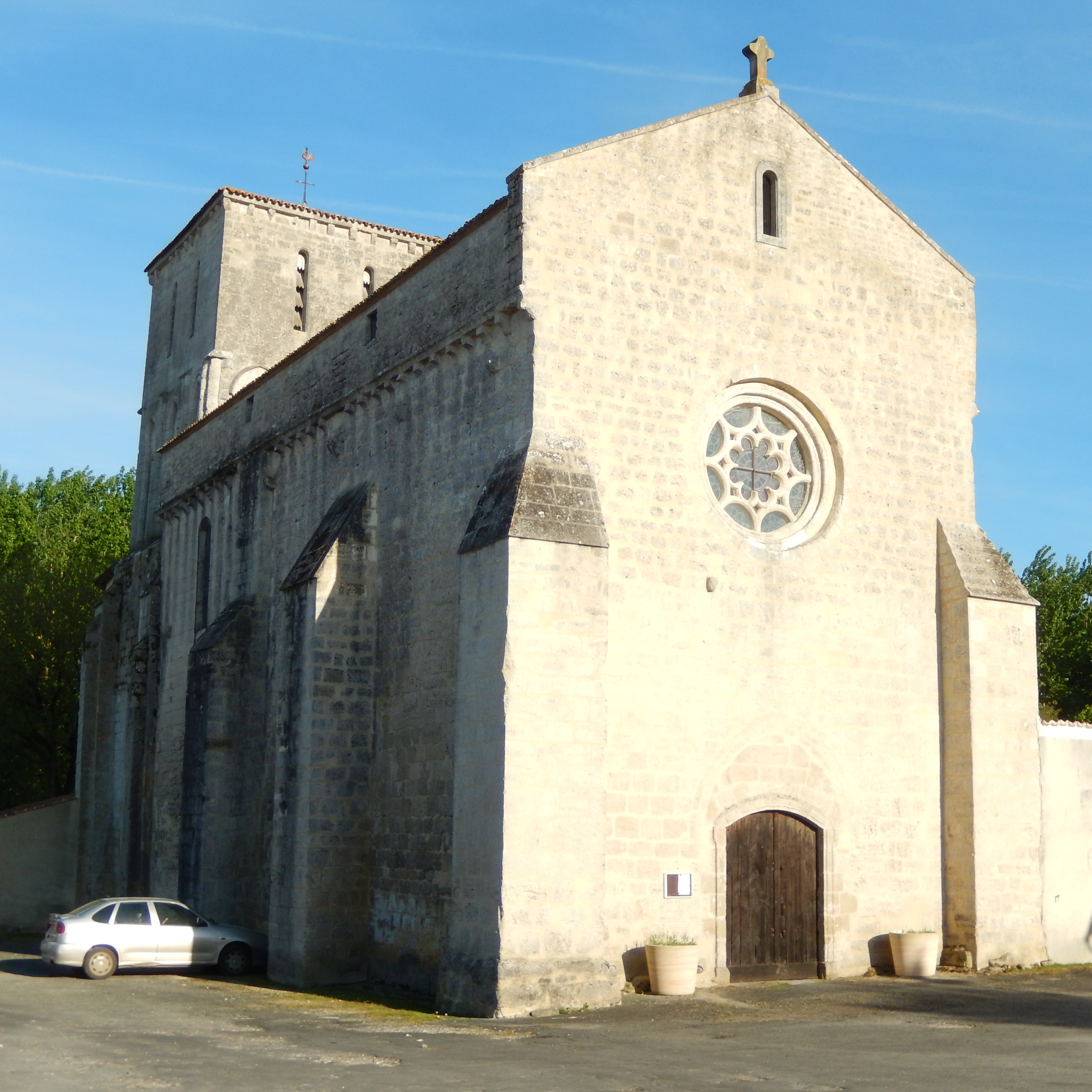
Kirche Notre-Dame-de-l’Assomption
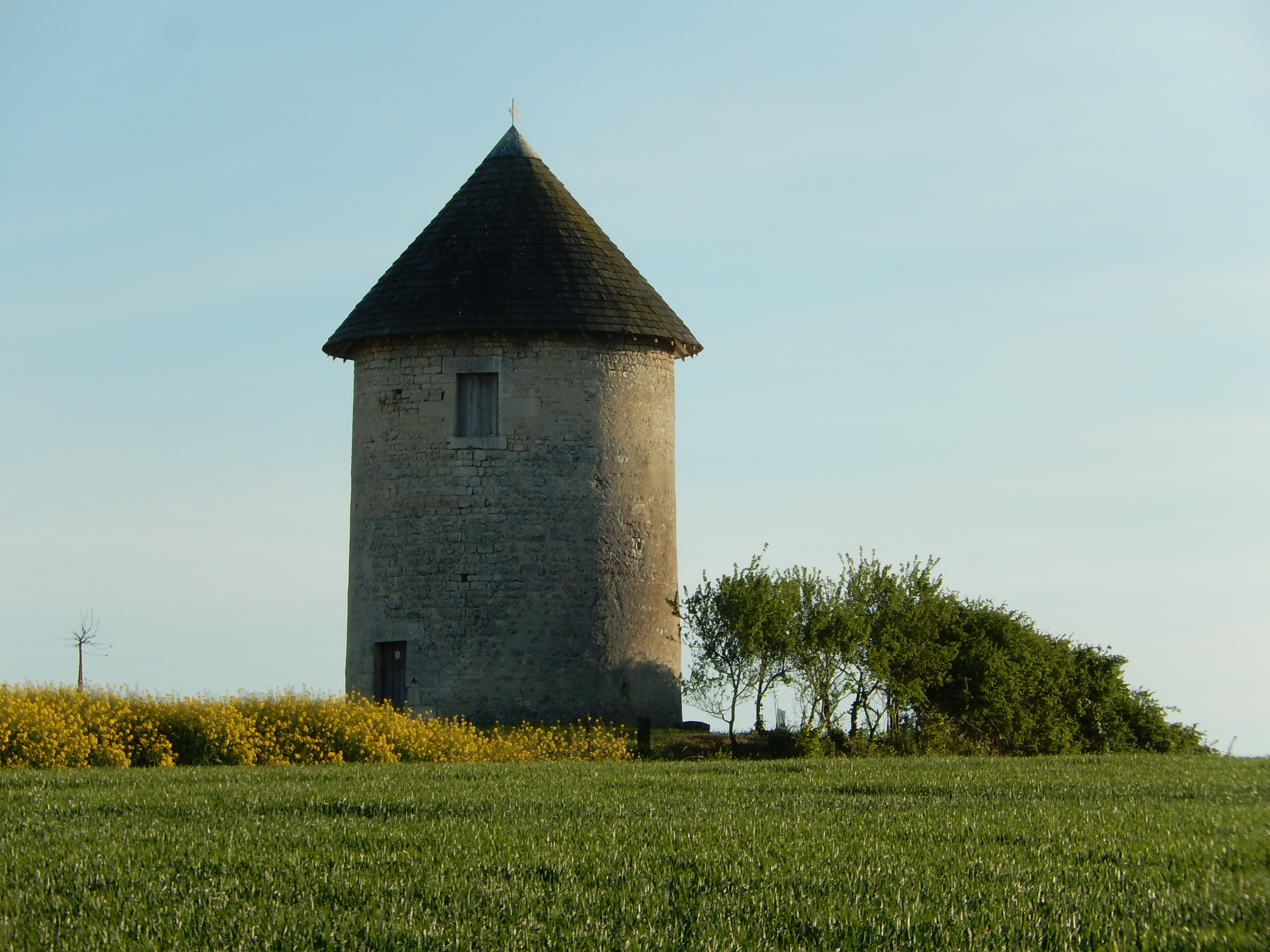
Windmühle